# Hacen Dadi
Hacen Dadi, Hassen Dadi, (en arabe : حسن دادي), est un chanteur chaoui ayant fait ses débuts avec le groupe Your (lune en berbère). Leurs chansons étaient toutes en chaoui.
Après sa carrière solo, il chantait en chaoui, puis de plus en plus en arabe.

## Biographie
Il est issu d’une famille  de Lambèse ,  sa mère du Sahara algérien et son père chaouis des Aurès, il ne parle pas chaoui mais le chante. Il a été un des premiers à chanter en chaoui dans les années 80 avec le groupe Your et lorsqu'il avait 19 ans. Aïssa Brahimi lui a composé plusieurs chansons .

## Parcours musical
Lors de son entrevue au quotidien Horizons, il déclare : « Je suis un chanteur qui représente la région d'où je suis issu et ce, depuis mon premier album. Je n'ai jamais changé de style et le cri chaoui est toujours présent. Je suis un artiste, je ne suis pas une star, je ne chante pas le charki ou l'occidental, je chante le chaoui et j'en suis fier ».
À ses débuts, Hacen Dadi chantait en langue chaouie puis il a utilisé l’arabe algérien. 
Il rend un vibrant hommage au chanteur Katchou lors  de la 2e édition du Festival culturel local de la chanson et de la musique chaouies de Khenchela, en évoquant  son duo avec Katchou en interprétant la chanson de l’un des pionniers de la chanson chaoui Aïssa Djermouni Eker Ennoughir (debout, on y va), lors de l'ouverture de l'édition de l'année 2003 du Festival international de Timgad.
Il interprète une chanson au regretté Katchou en hommage que Aïssa Brahimi lui avait écrite les paroles depuis la mort de Katchou au Festival du chant du M'zab en 2011. 
Hacen Dadi a également participé au Festival international de musique de Timgad.
Durant l'été de 2014, il a participé à l'ouverture de 9e édition du Festival de la musique à Guelma. 

### Albums
- Album Akkerd enouguir, 1990 et un autre en 1996, Lebria (la lettre), Negga (la chamelle)[7].
- Un de ses albums comprend plusieurs titres dont Kheddam rdjal sid'houm, Dhaouia, Netchni d'athmathen, un duo avec Asma Djermoune, une chanson en Ouargli[2].
- Necerdine Houra et Hassen Dadi, édition Tobna.
- Les frères Hellal et Hassan Dadi, édition Hellal.

## Hommage
En 2015, à la mairie de la ville de Batna, l’Assemblée populaire communale de Batna a rendu un hommage au chanteur Hacen Dadi et en présence de plusieurs personnalités du milieu artistique dont Abdelkader Chaou ainsi que des journalistes.